# Abel Labouchere

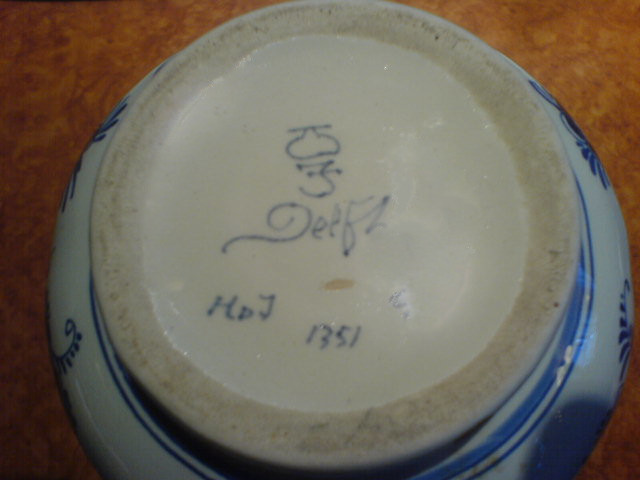
Merkteken van De Porceleyne Fles

Abel Labouchere (Amsterdam, 20 juli 1860 – Bloemendaal, 19 december 1940) was eigenaar-mededirecteur van de De Porceleyne Fles, een fabriek in Delft waar Delfts blauw aardewerk werd gemaakt. Daarnaast was hij raadslid en wethouder van de gemeente Rijswijk.

## Biografie
Abel Labouchere werd geboren als lid van het patriciaats- en bankiersgeslacht Labouchere en zoon van Henri Matthieu Labouchere (1807-1869) en diens echtgenote Cornelia Henriette van Lennep (1821-1902). In 1887 trouwde hij met Cornélie Jacqueline de Bruyn Kops (1863-1924) en in 1926 als weduwnaar met Pauline Agneta van Wickevort Crommelin (1893-1972). Hij was eigenaar-mededirecteur van de "De Porceleyne Fles", een aardewerk fabriek in Delft waar Delfts blauw aardewerk werd gemaakt. Daarnaast was hij raadslid en wethouder van de gemeente Rijswijk en commissaris van diverse bedrijven.
Hij kocht in 1883 op 23-jarige leeftijd aandelen in het aardewerkbedrijf en werd daarmee mede-eigenaar naast Joost Thooft (1844-1890). Samen met H.M. Mauser (1868-1940), die in 1891 in dienst trad als handelschef van de Porceleyne Fles, introduceerde hij vele vernieuwingen, waaronder het 'Nieuw Delfts' en bouwaardewerk. Door de combinatie van gedrevenheid, zakelijk en artistiek inzicht bracht Labouchere de fabriek tot bloei.

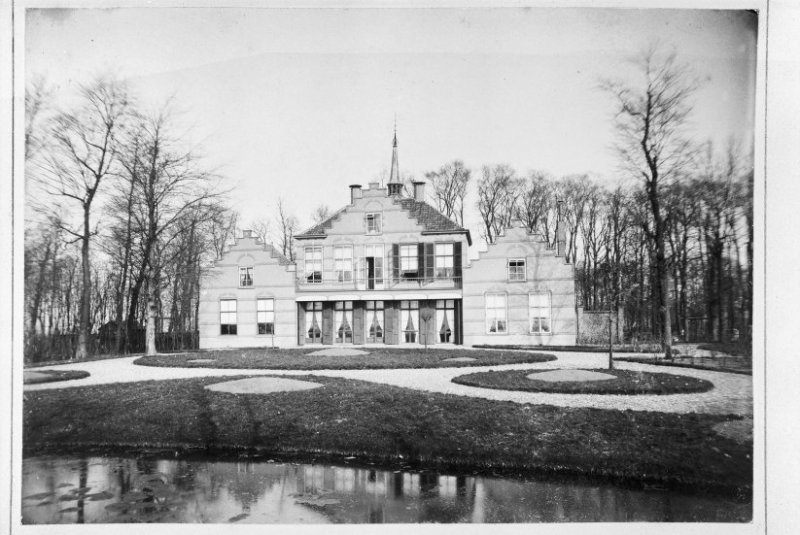
Te Werve landhuis 1898

Hij was vanaf 1891 eigenaar van Landgoed te Werve in Rijswijk, een voormalig kasteel. Hij liet op het landgoed een meer van 9 ha. graven. Het zand werd gebruikt voor de aanleg van de spoorlijn Den Haag - Rotterdam. Het meer is bekend als openluchtzwembad 'De Put'.
Abel Labouchere was de laatste particuliere bewoner van Huis Te Werve. In 1922 verkocht hij het landgoed aan de Bataafse Petroleum Maatschappij.
In Rijswijk is de Laboucherelaan naar hem vernoemd.
- International Standard Name Identifier: 0000 0003 9330 8874
- Nederlandse Thesaurus van Auteursnamen: 287527131
- Union List of Artist Names: 500278654
- Virtual International Authority File: 287593868